# الفتنة الرابعة
الفتنة الرابعة أو الحرب الأهلية العباسية الكبرى كانت نزاع بين الأخوين الأمين والمأمون على خلافة العرش العباسي. والدهما، هارون الرشيد، كان قد اختار الأمين كأول خليفة له، لكنه أيضاً اختار المأمون كخليفة ثاني ومنحه خراسان كإقطاعية، بينما ابنه الثالث، القاسم، خليفة ثالث. بعد وفاة هارون الرشيد عام 809، خلفه الأمين في بغداد. بتشجيع من بلاط الخلافة في بغداد، بدأ الأمين يحاول أن يلغي الحكم الذاتي في خراسان؛ وسرعان ما غاب القاسم عن المشهد. رداً على ذلك، طلب المأمون الدعم من سادة المقاطعات في خراسان، وقام بتحركات للتأكيد على الحكم الذاتي لخراسان. بزيادة الفجوة بين الأخوين، أعلن الأمين ابنه موسى ولياً للعهد، وحشد جيش كبير. تحركت قوات الأمين نحو خراسان، لكن طاهر بن الحسين قائد قوات المأمون تمكن من هزيمتهم في معركة الري، ثم غزا العراق وحاصر بغداد نفسها. سقطت المدينة بعد عام، وأُعدم الأمين، وأصبح المأمون خليفة، لكنه ظل يحكم من خراسان وليس من بغداد.
أدى هذا بتنامي فراغ السلطة، والذي أدى إلى نشوب حرب أهلية في المقاطعات، وأصبح هنا الكثير من الحكام المحليين في الجزيرة، سوريا، ومصر. بالإضافة إلى ذلك، فقد أدت سياسات محاباة الخراسانيين والتي اتبعها كبير وزراء المأمون الفضل بن سهل، ومناصرة المأمون للخلافة العلوية، ونفور سادة بغداد التقليديون، الذين رأوا أنهم يهمشون تدريجياً. بناء على ذلك، أعلن ابراهيم ابن المهدي عم المأمون نفسه خليفة في بغداد عام 817، مما دعا بالمأمون أن يتدخل شخصياً. اغتيل فضل بن سهل وتترك المأمون خراسان وذهب لبغداد، ودخلها عام 819. في السنوات التالية توطد نفوذ المأمون وأعاد سيطرته على المقاطعات الجنوبية، في عملية لم تكتمل إلا عام 827. ظهرت بعض التمردات المحلية، أشهرها الخرمية، والتي استمرت لفترة طويلة.

## خلفية

خريطة التوسع الإسلامي والعالم الإسلامي في عهد الأمويين وأوائل الحكم العباسي.

تولى الأمين الخلافة وعمره ثلاث وعشرون سنة، ولكن لم تتم له البيعة إلا في (منتصف 4 إبريل 809).
وقد أدى تولي الأمين الخلافة إلى إثارة الفتنة بينه وبين أخيه المأمون، ومما زكّى نار هذه الفتنة وقوع التنافس بين رجلين قويين كان أحدهما الوزير الفضل بين الربيع، الذي يسيطر على الأمين، والآخر هو "الفضل بن سهل"، الذي يسيطر على المأمون، بالإضافة إلى اتخاذ العنصر العربي والفارسي من ابني الرشيد رمزًا للصراع بين العرب والعجم، والتفاف كل فريق حول صاحبه.
واستطاع الفضل بن الربيع إقناع الأمين بعزل أخيه المأمون من ولاية العهد، وأن يجعلها في ابنه موسى بن الأمين، ثم ما لبث أن خلع أخاه المؤتمن من ولاية العهد.
ومن ناحية أخرى عمل الفضل بن سهل على توسيع هوة الخلاف بين الأخوين، وحرص المأمون على الاستقلال بخراسان.
وأعلن الأمين البيعة بولاية العهد لابنه موسى وسماه "الناطق بالحق"، وأمر بالدعاء له على المنابر بعده، وقطع ذكر المأمون والمؤتمن. وبذلك يكون قد نكث عهده ومواثيقه لأبيه الرشيد

## الحرب الأهلية بين الأمين والمأمون، 809–813
أثار موقف الأمين من أخيه غضب أهل خرسان؛ فانحازوا إلى المأمون ضد أخيه، وكان على رأس المؤيدين هرثمة بن أعين قائد الجند، وطاهر بن الحسين الذي خرج على رأس جيش كبير معظمه من الفرس من خراسان. وفي المقابل جهز الأمين جيشًا مكونا من ثمانين ألف مقاتل معظمهم من عرب البادية، وجعل عليه علي بن عيسى، وكان يكره أهل خراسان؛ لأنهم دسوا عليه عند الرشيد، فعزله من ولاية خراسان وحبسه، حتى أطلقه الأمين واتخذه قائدًا لجيشه.
والتقى الجيشان على مشارف الري، ودارت بينهما معركة عنيفة، كان النصر فيها حليفًا لجيش المأمون بقيادة طاهر بن الحسين، وقُتل علي بن عيسى قائد جيش الأمين.
وأعلن طاهر بن الحسين خلع الأمين، ونادى بالبيعة للمأمون بالخلافة؛ فأرسل الأمين جيشًا آخر قوامه عشرون ألف مقاتل، وجعل على رأسه عبد الرحمن بن جبلة الأبنادي، لكنه لقي هزيمة منكرة وقُتل الكثير من جنوده، وما لبث أن قُتل.
وأرسل الأمين جيشًا ثالثًا بقيادة أحمد بن مزيد على رأس أربعين ألف مقاتل من عرب العراق، ولكن طاهر بن الحسين استطاع أن يبث جواسيسه داخل ذلك الجيش فأشاعوا الفرقة بين قواده وجنوده حتى اقتتلوا وانسحبوا عائدين قبل أن يلقوا خصومهم.
ولم يستطع الأمين أن يجهز جيشًا آخر لملاقاة أهل خراسان، بعد أن رفض الشاميون السير معه، وانضم عدد كبير من جنوده وأعوانه إلى خصومه، وفر كثير منهم إلى المدائن.

## هيمنة فضل بن سهل وردود الفعل، 813–819
سادت الفوضى والاضطراب بغداد عاصمة الخلافة؛ حتى قام الحسين بن علي بن عيسى بن ماهان بانقلاب ضد الأمين، وأعلن خلعه من الخلافة، وحبسه هو وأمه زبيدة في قصر المنصور في مارس 812، وأعطى بيعته للمأمون، لكن فريقًا من أنصار الأمين استطاعوا تخليصه من الأسر، وأعادوه إلى قصر الخلافة.
وتقدم جيش المأمون نحو بغداد فحاصرها خمسة عشر شهرًا، وضربها بالمجانيق حتى أصيبت بأضرار بالغة، وتهدمت أسوارها، وأصابها الخراب والدمار، وسادت فيها الفوضى، وعمت المجاعات حتى اضطر الأمين إلى بيع ما في خزائنه للإنفاق على جنوده وأتباعه.
وبدأت المدينة تتهاوى حتى سقطت أمام جنود المأمون، وتم القبض على الأمين ووضعه في السجن. وفي ليلة 25 سبتمبر 813 دخل عليه جماعة من الفرس في محبسه، فقتلوه ومثّلوا بجثته.

## توحيد الخلافة ووأد الفتنة 820–827
في ذلك الوقت دخل المأمون بغداد، وقد تراجعت المقاطعات الغربية من الخلافة بعيدا عن السيطرة العباسية الفعلية، وقد تزعم بعض الحكام المحليين بحكم ذاتي مستقل عن الحكومة المركزية. وأنقسمت مصر بين جماعتين معاديتين، جزء تحت سيطرة عبيد الله بن السري الذي جاء للسيطرة على الفسطاط والجنوب، بينما علي بن عبد العزيز الجراوي سيطر على شمال البلاد حول دلتا النيل. بالإضافة، إلى أن الإسكندرية كانت في أيدي المنفيين الأندلسيين. وسيطرت قبائل قيس على شمال الجزيرة وسورية بقيادة عبد الله بن بهيس ونصر بن شبث العقيلي. سقط إفريقية تحت سيطرة الأغالبة، في حين اضطرب اليمن بسبب الثورات المؤيدة للعلوية. والتمرد الأكثر تهديدا كانت الحركة المعادية للمسلمين من قبل الجماعة الخرمية التي تسيطر على أجزاء كبيرة من أذربيجان وأرمينيا.
واجه المأمون هذا التمرد بتعيين عبد الله بن طاهر عل جيشه. وأستهدف في البداية نصر بن شبث في شمال سورية والجزيرة. وكان نصر مستعدا للاعتراف بسلطة المأمون، لكنه طلب تنازلات من أجل أتباعه وبقية المعادين للعباسيين من فارس، وكان قد خضع بعد أن شاهد الجيش مقبل على عاصمته كيسوم بين عامي 824-825. سار بن طاهر عبر سوريا إلى مصر بعد تأمين الجناح الشمالي له حيث يتواجد المعارضين للمأمون كخليفة، وقد صدوا غزو خالد بن يزيد الشيباني. لكن عبد الله بن طاهر تمكن من الالتفاف حولهما، وبسرعة قابله الجراوي، وترك عبيد الله يواجه الترحيل إلى بغداد. ورحل بن طاهر الأندلسيين من الإسكندرية، حيث غادروا إلى جزيرة كريت البيزنطية، التي غزوها وتحولت إلى إمارة إسلامية. تلقى عبد الله بن طاهر حفل استقبال حين عودة إلى بغداد في عام 827، وتم تعيينه أميرا على خراسان في 828، ليحل محل طلحة. وعين مكانه في الغرب الأخ الأصغر للمأمون أبو إسحاق المعتصم. وفي 822 اندلعت ثورة أخرى علوية في اليمن تحت إمرة عبد الرحمن بن أحمد، ولكن تمكن المأمون من تسهيل استسلامه عن طريق المفاوضات.

## النتائج والتأثيرات

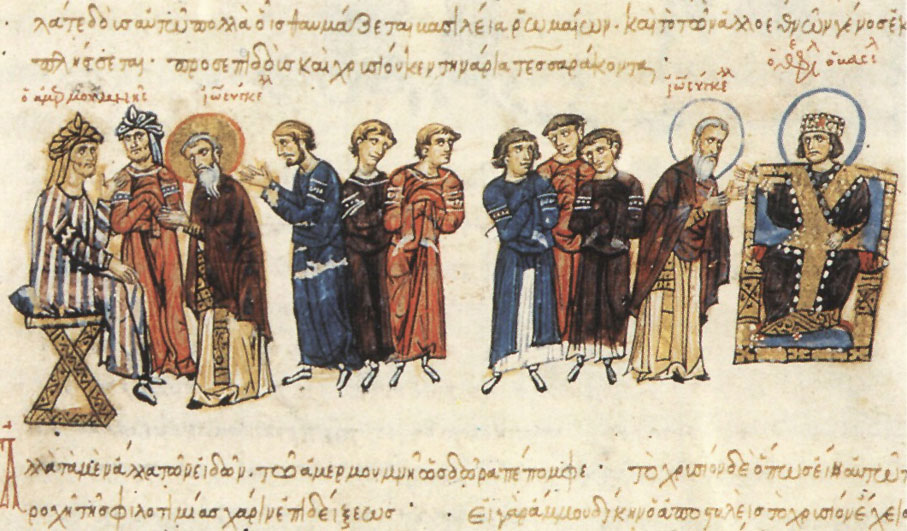
الخليفة المأمون (يسار) تصوّره مخطوطة مدريد سكايليتزس من القرن 13، ويظهر فيها مستقبلاً سفارة يوحنا النحوي في 829، الذي أرسله الإمبراطور البيزنطي ثيوفيلوس (المصوّر إلى اليمين)

تحطم النظام الاجتماعي والسياسي للدولة العباسية المبكرة بسبب الحرب الأهلية الطويلة، وبدأ النظام الجديد في الظهور تحت خلافة المأمون، التي ميزت الفترة الوسطى من الخلافة العباسية. وقد كان التغيير الواضح في نخبة الذين أيدوا النظام الجديد: (الأبناء) وهي العوائل العربية القديمة والأفراد من السلالة العباسية نفسها التي فقدت موقعها في الجهاز الإداري والعسكري، ومعها النفوذ والقوة.